# Andrena albicaudata
Andrena albicaudata là một loài Hymenoptera trong họ Andrenidae. Loài này được Hirashima mô tả khoa học năm 1966.